# Simone Missiroli
Simone Missiroli (Reggio Calabria, 23 maggio 1986) è un ex calciatore italiano, di ruolo centrocampista.

## Biografia
Figlio di Battista Missiroli, centrocampista ravennate che militò nella Reggina negli anni settanta, stabilendosi successivamente con la famiglia nel capoluogo calabrese. Cresciuto nel quartiere Gallina di Reggio Calabria, si è diplomato al Liceo Scientifico Leonardo da Vinci di Reggio Calabria.

## Carriera

### Club

#### Reggina
Missiroli entrò nelle giovanili della Reggina nei primi anni 2000: nella stagione 2004-2005 viene chiamato come rinforzo a centrocampo dalla Primavera alla prima squadra, dove spesso ricopre anche il ruolo di centravanti. Esordisce in Serie A il 24 aprile 2005, nel match di campionato Brescia-Reggina 2-0. Colleziona in quel torneo i suoi primi 4 gettoni di presenza in massima serie. L'anno successivo è confermato in prima squadra ed il giovane ripaga la fiducia con due marcature in 25 presenze.
Nell'estate 2006 Missiroli sembra in procinto di passare in prestito al Grosseto (la notizia viene anche data erratamente come ufficiale), formazione neopromossa in Serie B, ma il trasferimento salta e il centrocampista alla fine resta a Reggio Calabria dove colleziona 24 presenze ed un gol nella memorabile stagione del -11.
Nell'estate 2008 Missiroli si trasferisce in prestito dalla Reggina al Treviso in Serie B, dove gioca con continuità (35 gare e due reti) senza però riuscire a impedire la retrocessione dei veneti.
A fine stagione ritorna quindi alla Reggina, con cui il 23 marzo 2010 scende in campo per la centesima volta in occasione della gara Ancona-Reggina (1-2) segnando anche una rete: a fine stagione le sue presenze ammontarono a 37, con 7 gol siglati.

#### Prestito al Cagliari
Il 25 gennaio 2011, dopo 22 presenze e quattro reti in Serie B con i reggini, si trasferisce al Cagliari in prestito con diritto di riscatto fissato a 1,8 milioni di euro, scegliendo la maglia numero 23.
Il 30 gennaio, anche a causa della contemporanea assenza di Daniele Conti e Radja Nainggolan, esordisce come titolare con la maglia dei sardi nella gara contro il Bari vinta per 2-1, effettuando l'assist per il gol del momentaneo 1-0 di Alessandro Matri.

#### Ritorno alla Reggina
Il 14 agosto segna il gol-vittoria contro la Carrarese, partita valevole per il 2º turno di Coppa Italia. Segna subito anche nella prima di campionato, il 27 agosto nel 4-1 interno rifilato al Modena. In occasione della gara AlbinoLeffe-Reggina 1-1 del 21 novembre 2011 arriva la sua duecentesima gara tra i professionisti.

#### Sassuolo
Il 3 gennaio 2012 passa al Sassuolo, firmando un contratto fino al 30 giugno 2015. Quattro giorni dopo esordisce con la nuova maglia nella vittoria casalinga contro lo Juve Stabia.
Il 5 maggio 2012 in occasione della gara Sassuolo-Crotone terminata 2-0 sigla la sua prima rete in maglia neroverde.
Il 18 maggio 2013, in occasione dell'ultima gara di campionato contro il Livorno, valevole per entrambe per la promozione in Serie A, sigla al 96' minuto la rete storica della vittoria (1-0) che porta la squadra emiliana per la prima volta nella sua storia nel massimo campionato italiano.
Il 16 marzo 2014 sigla il suo goal stagionale nel match salvezza Sassuolo-Catania terminato 3-1, segnando il momentaneo 2-1.

#### SPAL e Cesena
Il 17 luglio 2018 viene ceduto alla SPAL a titolo definitivo e rimarrà legato alla società ferrarese fino al 30 giugno 2021, prima di svincolarsi.
Il 26 settembre 2021 viene ingaggiato dal Cesena con cui indossa la maglia n°25. A settembre 2022 annuncia il ritiro dal calcio giocato.

### Dirigente
A gennaio 2023 viene ufficializzato il ritorno al Sassuolo come responsabile dei prestiti dei calciatori della società per valorizzarne i giovani .
Alla fine del 2023 consegue il diploma di direttore sportivo.

## Statistiche

### Presenze e reti nei club
| Stagione        | Squadra         | Campionato      | Campionato | Campionato | Coppe nazionali | Coppe nazionali | Coppe nazionali | Coppe continentali | Coppe continentali | Coppe continentali | Altre coppe | Altre coppe | Altre coppe | Totale | Totale |
| Stagione        | Squadra         | Comp            | Pres       | Reti       | Comp            | Pres            | Reti            | Comp               | Pres               | Reti               | Comp        | Pres        | Reti        | Pres   | Reti   |
| --------------- | --------------- | --------------- | ---------- | ---------- | --------------- | --------------- | --------------- | ------------------ | ------------------ | ------------------ | ----------- | ----------- | ----------- | ------ | ------ |
| 2004-2005       | Reggina         | A               | 4          | 0          | CI              | 1               | 0               | -                  | -                  | -                  | -           | -           | -           | 5      | 0      |
| 2005-2006       | Reggina         | A               | 25         | 2          | CI              | 2               | 1               | -                  | -                  | -                  | -           | -           | -           | 27     | 3      |
| 2006-2007       | Reggina         | A               | 22         | 0          | CI              | 5               | 0               | -                  | -                  | -                  | -           | -           | -           | 27     | 0      |
| 2007-2008       | Reggina         | A               | 24         | 1          | CI              | 1               | 0               | -                  | -                  | -                  | -           | -           | -           | 25     | 1      |
| 2008-2009       | Treviso         | B               | 33         | 2          | CI              | 1               | 0               | -                  | -                  | -                  | -           | -           | -           | 34     | 2      |
| 2009-2010       | Reggina         | B               | 36         | 7          | CI              | 2               | 1               | -                  | -                  | -                  | -           | -           | -           | 38     | 8      |
| 2010-gen. 2011  | Reggina         | B               | 22         | 4          | CI              | 1               | 0               | -                  | -                  | -                  | -           | -           | -           | 23     | 4      |
| gen.-giu. 2011  | Cagliari        | A               | 16         | 0          | CI              | -               | -               | -                  | -                  | -                  | -           | -           | -           | 16     | 0      |
| 2011-gen. 2012  | Reggina         | B               | 20         | 7          | CI              | 2               | 1               | -                  | -                  | -                  | -           | -           | -           | 22     | 8      |
| Totale Reggina  | Totale Reggina  | Totale Reggina  | 153        | 21         |                 | 14              | 3               |                    | -                  | -                  |             | -           | -           | 167    | 24     |
| gen.-giu. 2012  | Sassuolo        | B               | 20+2       | 2          | CI              | -               | -               | -                  | -                  | -                  | -           | -           | -           | 22     | 2      |
| 2012-2013       | Sassuolo        | B               | 37         | 6          | CI              | 2               | 0               | -                  | -                  | -                  | -           | -           | -           | 39     | 6      |
| 2013-2014       | Sassuolo        | A               | 27         | 1          | CI              | 2               | 0               | -                  | -                  | -                  | -           | -           | -           | 29     | 1      |
| 2014-2015       | Sassuolo        | A               | 33         | 4          | CI              | 2               | 0               | -                  | -                  | -                  | -           | -           | -           | 35     | 4      |
| 2015-2016       | Sassuolo        | A               | 24         | 2          | CI              | 1               | 0               | -                  | -                  | -                  | -           | -           | -           | 25     | 2      |
| 2016-2017       | Sassuolo        | A               | 13         | 0          | CI              | 0               | 0               | UEL                | 2                  | 0                  |             | -           | -           | 15     | 0      |
| 2017-2018       | Sassuolo        | A               | 33         | 1          | CI              | 2               | 1               | -                  | -                  | -                  | -           | -           | -           | 35     | 2      |
| Totale Sassuolo | Totale Sassuolo | Totale Sassuolo | 187+2      | 16         |                 | 9               | 1               |                    | 2                  | 0                  |             | -           | -           | 200    | 17     |
| 2018-2019       | SPAL            | A               | 34         | 0          | CI              | 0               | 0               | -                  | -                  | -                  | -           | -           | -           | 34     | 0      |
| 2019-2020       | SPAL            | A               | 34         | 1          | CI              | 2               | 0               | -                  | -                  | -                  | -           | -           | -           | 36     | 1      |
| 2020-2021       | SPAL            | B               | 31         | 0          | CI              | 5               | 1               | -                  | -                  | -                  | -           | -           | -           | 36     | 1      |
| Totale SPAL     | Totale SPAL     | Totale SPAL     | 99         | 1          |                 | 7               | 1               |                    | -                  | -                  |             | -           | -           | 106    | 2      |
| set. 2021-2022  | Cesena          | C               | 23+2       | 0          | CI-C            | 0               | 0               | -                  | -                  | -                  | -           | -           | -           | 25     | 0      |
| Totale carriera | Totale carriera | Totale carriera | 511+4      | 40         |                 | 27              | 5               |                    | 2                  | 0                  |             | -           | -           | 544    | 45     |

## Palmarès

### Club

#### Competizioni nazionali
- Campionato italiano di Serie B: 1

Sassuolo: 2012-2013

### Individuale
- Miglior giocatore del Sassuolo Serie A 2014-2015
- Miglior giocatore del Sassuolo Serie Bwin: 2012-2013[21]